# Klipp-Klapp-Galopp
Der Klipp-Klapp-Galopp ist eine Schnellpolka von Johann Strauss Sohn (op. 466). Das Werk wurde am 10. Februar 1896 im Sofienbad-Saal in Wien unter der Leitung von Eduard Strauß erstmals aufgeführt.

## Einzelnachweis
1. ↑  Quelle: Englische Version des Booklets (Seite 64) in der 52 CDs umfassenden Gesamtausgabe der Orchesterwerke von Johann Strauß (Sohn), Hrsg. Naxos (Label). Das Werk ist als elfter Titel auf der 22. CD zu hören.